# Randsfjorden
Randsfjorden jest czwartym co wielkości jeziorem w Norwegii. Jest ono położone na południu kraju, w Oppland i ma powierzchnię 138,2 km². Randsfjorden jest zasilane przez rzekę Randselva. Jest to jezioro polodowcowe. Współrzędne geograficzne: .
Zimą Randsfjorden zamarza na całej powierzchni, a lód zazwyczaj jest wystarczająco gruby, aby po nim chodzić. W 860 lód jednak załamał się pod ówczesnym królem Norwegii, Halfdanem Czarnym, który zginął w lodowatej wodzie.
W ostatnich latach nad brzegiem Randsfjorden powstało wiele pól golfowych.